# تعدين صغير النطاق

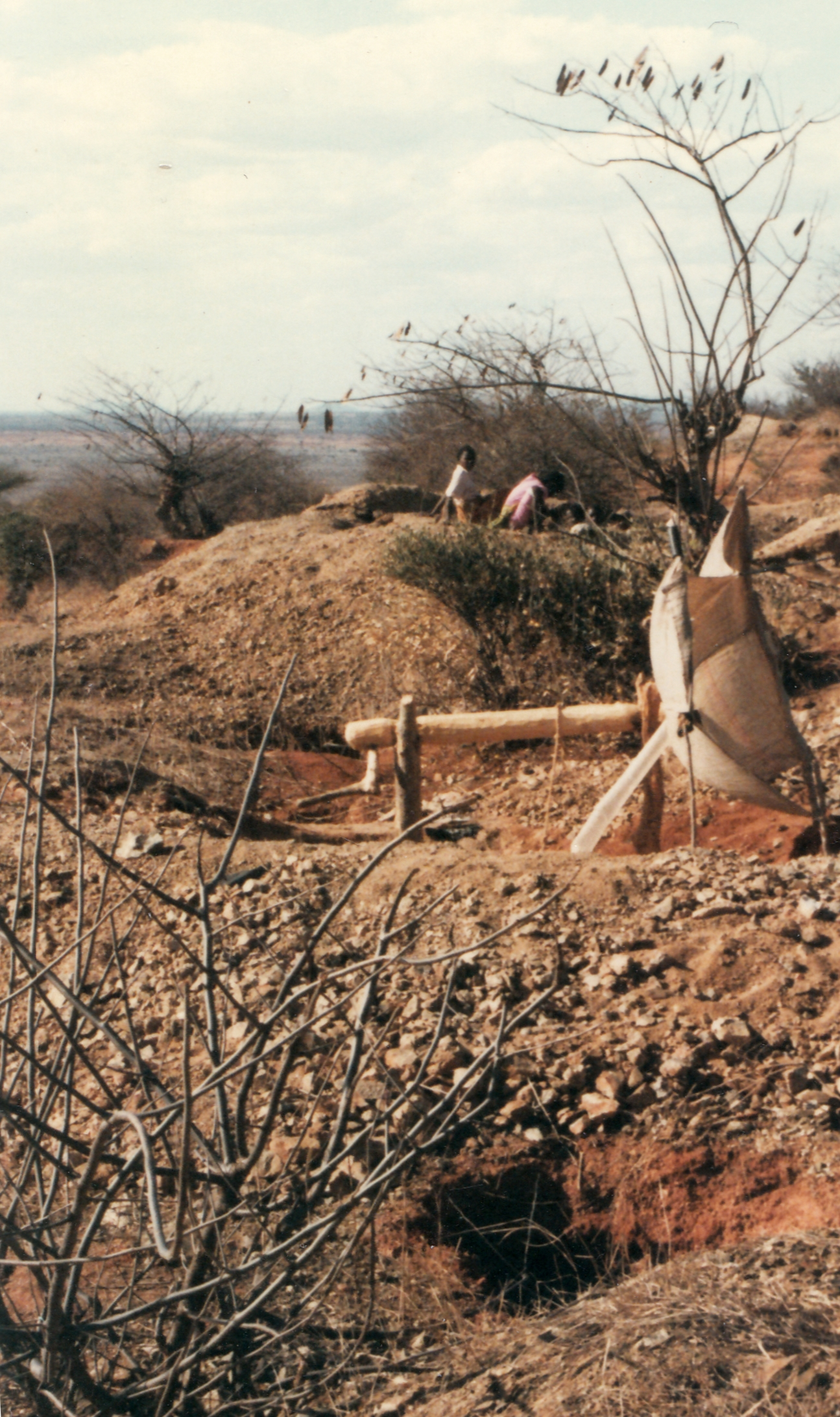
حفر يدوي بالقرب من مناجم استخراج الذهب في تنزانيا، وهو شكل من أشكال التعدين على نطاق صغير.

التعدين صغير النطاق هو أسلوب من أسلوب تعدين الخامات المعتمد على وسائل بدائية يقوم به أشخاص يعملون بشكل فردي وخاص وغير تابع لأي من شركات التعدين.
ينتشر هذا الأسلوب من التعدين في مواسم الجفاف في الدول الإفريقية من أجل الحصول على مصدر للرزق، وينقسم عموماً إلى أربعة أصناف؛ التعدين صغير النطاق الدائم، والموسمي المتعلق بمواسم الجفاف، والمتعلق بمواسم الهجرة نتيجة الغلاء على سبيل المثال، والمتعلق بحدوث أزمات مثل الكوارث أو النزاعات والحروب الأهلية.